# Rioja (provincie van Peru)
Rioja is een provincie in de regio San Martín in Peru. De provincie heeft een oppervlakte van 2.535 km² en telt 128.367 inwoners (2015). De hoofdplaats van de provincie is het district Rioja; dit district vormt eveneens de stad  (ciudad) Rioja.

## Bestuurlijke indeling
De provincie Rioja is verdeeld in negen districten, UBIGEO tussen haakjes:
- (220802) Awajún
- (220803) Elías Soplín Vargas
- (220804) Nova Cajamarca
- (220805) Pardo Miguel
- (220806) Posic
- (220801) Rioja, hoofdplaats van de provincie en vormt de stad (ciudad) Rioja
- (220807) São Fernando
- (220808) Yorongos
- (220809) Yuracyacu

Bellavista · El Dorado · Huallaga · Lamas · Mariscal Cáceres · Moyobamba · Picota · Rioja · San Martín · Tocache